# Обухов, Николай Феоктистович
Николай Феоктистович Обухов (25 мая 1921, Нолинский уезд, Вятская губерния — 11 ноября 1990, Черновцы) — стрелок 212-й воздушно-десантной бригады (40-я армия, Юго-Западный фронт), красноармеец, Герой Советского Союза.

## Биография
Николай Феоктистович Обухов родился 21 мая 1921 года в селе Власово в семье рабочего.
Русский. Образование неполное среднее. C 1937 года жил в городе Ижевск (Удмуртия). Работал слесарем на машиностроительном заводе.
B Красную Армию призван в 1940 году Ижевским горвоенкоматом Удмуртской АССР.
Участник Великой Отечественной войны с июня 1941 года. Член ВКП(б)/КПСС c 1942 года.
Рядовой Обухов отличился в сентябре 1941 года в селе Любитово (Кролевецкий район Сумской области). В конце 1941 года он был тяжело ранен. Пролежал несколько месяцев в госпитале в Старом Осколе.
B 1943 году Н. Ф. Обухов окончил 1 курс Военно-политической академии имени В. И. Ленина, которая после эвакуации из Москвы располагалась в городе Белебее (Башкирия).
В 1944 году окончил Высшие военно-политические курсы и снова воевал на фронте. В конце войны старший лейтенант Обухов вновь получил ранение.
C 1953 года старший лейтенант Н. Ф. Обухов — в запасе. Жил в городе Черновцы (Украина).
Умер 11 ноября 1990 года. Похоронен на Центральном кладбище в Черновцах.

## Подвиг
«Стрелок 212-й воздушно-десантной бригады (40-я армия, Юго-Западный фронт) рядовой Обухов, находясь в разведке в с. Любитово (Кролевецкий р-н Сумской обл.) 8 сентября 1941 года попал в окружение, но, проявив смелость, гранатой уничтожил группу гитлеровцев, оторвался от преследователей. В ночь на 9 сентября 1941 года в составе группы уничтожил 2 вражеских танка».
Звание Героя Советского Союза присвоено 20 ноября 1941 года.

## Награды
- Медаль «Золотая Звезда» Героя Советского Союза (20.11.1941)[2][4]
- Орден Ленина (20.11.1941).
- Орден Отечественной войны 1-й степени (06.04.1985)[5].
- Медали.

## Комментарии
1. ↑  Деревня Власово, относившаяся к Тумановской, затем — Богородской волости Нолинского уезда, в последующем входила в состав Тумановского сельсовета Богородского района Кировской области; не сохранилась[1].